# Фрідріх-Вільгельм Аргеландер
Фрідріх Вільгельм Август Аргеландер (нім. Friedrich Wilhelm August Argelander; 22 березня 1799 — 17 лютого 1875) — німецький астроном, член Берлінської академії наук (1870).

## Життєпис
Народився в Мемелі (нині Клайпеда, Литва). 1822 року закінчив Кенігсберзький університет. З 1820 року працював під керівництвом Фрідріха-Вільгельма Бесселя в Кенігсберзькій обсерваторії. У 1823—1836 рр. працював у Фінляндії: до 1832 року — директор обсерваторії в Або, в 1832—1836 рр. — директор обсерваторії в Гельсингфорсі (нині Гельсінкі), з 1828 року — також професор університету в Гельсингфорсі. З 1836 року — професор університету й директор обсерваторії в Бонні. У 1850—1851 роках був ректором Боннського університету.
Основні наукові роботи належать до позиційної астрономії й фотометрії. У Кенігсберзькій обсерваторії брав участь у роботах Бесселя з визначення точних положень зір. В обсерваторії Або визначав власні рухи зір. За матеріалами цих спостережень склав каталог 560 зір (1835). Проаналізувавши власний рух 390 зір, дістав упевнене підтвердження існування руху Сонця щодо інших зір, а також підтвердив розташування апекса, визначене раніше Вільямом Гершелем за власними рухами всього семи зір. 1843 року видано працю Аргеландера «Нова уранометрія» — атлас і каталог усіх зір, видимих неозброєним оком. У ньому було впорядковано позначення зір, чітко розмежовано сузір'я і точніше вказано зоряні величини (Аргеландер запровадив десяті частки зоряних величин).
Аргеландер був засновником широкого систематичного вивчення змінних зір. 1838 року він став до спостережень змінних зір і здійснював їх безперервно до 1870 року. Розробив простий метод візуальних оцінок блиску досліджуваної зорі в порівнянні з навколишніми постійними зорями (метод ступенів), який широко застосовується й досі. 1844 року опублікував «Відозву до друзів астрономії», що відіграло велику роль у становленні інтересу до змінних зір і в залученні до спостережень за ними не лише фахівців, а й аматорів.
Навколо Аргеландера сформувалася школа дослідників, серед яких були Йоганн Шмідт, Август Віннеке, А. Крюгер, Е. Шенфельд, Е. Гейс та інші.
У 1852—1859 рр. керував створенням фундаментального каталогу «Боннський огляд», що містить розташування (з точністю до 0,1 мінути) і яскравості (з точністю до 0,3 зоряної величини) усіх зір, яскравіших 9-ї видимої величини від Північного полюса до схилення −2 (загалом 324 198 зір). Протягом понад 30 років — 1838 по 1870 рр. — Аргеландер отримав понад 12 000  оцінок блиску близько 40 змінних зір, відкрив разом зі своїми учнями велику кількість нових змінних. Започаткував сучасну номенклатуру змінних зір.
Іноземний член-дописувач Петербурзької академії наук (1826), член багатьох академій наук, голова Німецького астрономічного товариства (1864—1867).